# Pîlîpivka, Svatove
Pîlîpivka (în ucraineană Пилипівка) este un sat în comuna Oborotnivka din raionul Svatove, regiunea Luhansk, Ucraina.

## Demografie
Componența lingvistică a localității Pîlîpivka
     Ucraineană (92,86%)
     Rusă (7,14%)
Conform recensământului din 2001, majoritatea populației localității Pîlîpivka era vorbitoare de ucraineană (92,86%), existând în minoritate și vorbitori de rusă (7,14%).